# Communauté rurale de Bokhol
La communauté rurale de Bokhol est une communauté rurale du Sénégal située au nord-ouest du pays. Reconfigurée en 2008, elle fait partie de l'arrondissement de Mbane, du département de Dagana et de la région de Saint-Louis. Son chef-lieu est le village centre de Bokhol.

## Économie
La première centrale photovoltaïque sénégalaise Senergy 2 (de), d'une capacité de 20 MW, a été inaugurée et raccordée au réseau national de la Senelec le 24 octobre 2016. Elle a été financée par GreenWish Partners et construite par Vinci. Cette centrale photovoltaïque est montrée en exemple pour illustrer une réalisation réussie en Afrique de l'Ouest.